# Ilex cuzcoana
Ilex cuzcoana là một loài thực vật có hoa trong họ Aquifoliaceae. Loài này được Loes. mô tả khoa học đầu tiên năm 1908.